# Арасланова
Арасла́нова — деревня в Щучанском районе Курганской области России. До преобразования в январе 2022 года муниципального района в муниципальный округ входила в Сухоборский сельсовет.

## География
Расположена в 12 км к югу от города Щучье, на берегу озера Арасланово. Одно из старейших селений района.

### Часовой пояс
Арасланова, как и вся Курганская область, находится в часовой зоне МСК+2. Смещение применяемого времени относительно UTC составляет +5:00.

## История
По данным ревизии 1834 года в деревне Араслановой проживали аюкинские калмыки (башкиры племени калмак).
До революции деревня относилась к Сарт-Калмыкской волости Челябинского уезда Оренбургской губернии.
Постановлениями ВЦИК от 3 и 12 ноября 1923 года образована Уральская область. Деревня вошла в состав Аптыкаевского сельсовета Сарт-Калмыкского района Челябинского округа. 7 апреля 1924 Сарт-Калмыкский район переименован в Яланский. 20 апреля 1930 года район ликвидирован, д. Арасланова вошла в Щучанский район. Постановлением ЦИК и СНК СССР от 23 июля 1930 года Челябинский округ упразднён с 1 октября 1930 года
17 января 1934 года Уральская область разделена, Щучанский район вошёл в состав Челябинской области.
6 февраля 1943 года создана Курганская область.

## Население
| 1989 | 2002 | 2004 | 2010 |
| ---- | ---- | ---- | ---- |
| 179  | ↗198 | ↘174 | ↘136 |

По данным переписи 1926 года в деревне проживало 238 чел., в том числе 220 башкир, 18 русских.
Национальный составбашкиры племени калмак.

## Инфраструктура
Имеется начальная школа.
Также имеется садик